# Böngertsbach
Der Böngertsbach ist ein etwa 2 km langer rechter  bzw. südlicher  Zufluss der Mosel.

## Verlauf
Der Böngertsbach entspringt auf der Moselhöhe zwischen Kindel und Lösnich und mündet etwa bei Flusskilometer 116 in die Mosel. 
In seinem Oberlauf weist er zunächst ein starkes Gefälle auf. Der parallel verlaufende Waldweg ist entsprechend sehr steil und wird im Volksmund als „Räubergeschell“ bezeichnet.
Flussabwärts durchfließt er einen kleinen See und bildet in seinem Unterlauf die Grenze zwischen den Gemeinden Kinheim und Lösnich.